# برايان بيريا
برايان بيريا (بالإسبانية: Brayan Perea) (25 فبراير 1993 كولومبيا - ) هو لاعب كرة قدم كولومبي، يلعب كمهاجم.

## وصلات خارجية
برايان بيريا على موقع قاعدة بيانات كرة القدم.إي يو (الإنجليزية)
- برايان بيريا على موقع Soccerway.com (الإنجليزية)
- برايان بيريا على موقع عالم كرة القدم.نت (الإنجليزية)
- برايان بيريا على موقع AS.com (الإسبانية)